# A Book of Luminous Things
A Book of Luminous Things – piąty album studyjny polskiej wokalistki jazzowej Agi Zaryan wydany 14 czerwca 2011 roku przez wytwórnie EMI Music Poland i Blue Note Records. Płyta zawiera 12 anglojęzycznych piosenek skomponowanych do wierszy Czesława Miłosza oraz jego ulubionych poetek: Anny Świrszczyńskiej, Jane Hirshfield i Denise Levertov. Płyta była nagrywana w studiu Castle Oaks w Kalifornii, partie Polskiej Orkiestry Radiowej zostały zarejestrowane w Warszawie.
4 października 2011 roku ukazała się polskojęzyczna wersja albumu zatytułowana Księga olśnień.
Płyta w wersji polskojęzycznej została nominowana do nagrody Fryderyka 2012 w kategorii Album roku piosenka poetycka.
Angielskojęzyczny album uzyskał status platynowej płyty, zaś polska wersja – złotej.

## Lista utworów
Opracowano na podstawie materiału źródłowego.
Wersja anglojęzyczna
1. Music Like Water (sł. Jane Hiershfield, muz. Michał Tokaj) – 5:11
2. Like a He-Bear and She-Bear/ Falling Asleep/ Sleepy Eyelashes (sł. Anna Świrszczyńska, muz. Michał Tokaj) – 4:39
3. This Only (sł. Czesław Miłosz, muz. Michał Tokaj) – 3:44
4. Eye Mask (sł. Denise Levertov, muz. Michał Tokaj) – 2:34
5. Autumn Quince (sł. Jane Hiershfield, muz. Michał Tokaj) – 5:48
6. Meaning (sł. Czesław Miłosz, muz. Michał Tokaj) – 3:16
7. A Gift (sł. Denise Levertov, muz. Aga Zaryan, Michał Tokaj) – 3:42
8. A Parable of the Poppy (sł. Czesław Miłosz, muz. Aga Zaryan, Michał Tokaj) – 4:20
9. I Talk to My Body (sł. Anna Świrszczyńska, muz. Aga Zaryan, Michał Tokaj) – 4:06
10. A Song on the End of the World (sł. Czesław Miłosz, muz. Michał Tokaj) – 4:54
11. On Prayer (sł. Czesław Miłosz, muz. Michał Tokaj) – 4:30
12. This World (sł. Czesław Miłosz, muz. David Dorużka) – 4:05

Wersja polskojęzyczna
1. Muzyka Jak Woda
2. Jak Niedźwiedź Przy Niedźwiedzicy/Zasypianie/Śpiące Rzęsy
3. To Jedno (oraz Grzegorz Turnau)
4. Przepaska Na Oczy
5. Jesienna Pigwa
6. Sens
7. Dar
8. Przypowieść O Maku
9. Mówię Do Swego Ciała
10. Piosenka O Końcu Świata
11. O Modlitwie
12. Ten Świat

## Twórcy
Opracowano na podstawie materiału źródłowego.
- Aga Zaryan – wokal
- Michał Tokaj – piano
- Larry Koonse – gitary
- Darek Oleszkiewicz – kontrabas
- Munyungo Jackson – instrumenty perkusyjne